# Јункерс K47
Јункерс K47 је немачки ловац-јуришник. Први лет авиона је извршен 1929. године.

Произведено је двадесетак авиона од којих је већина продата Кини. Други су кориштени за разне демонстрације и експерименте, укључујући и експерименте у обрушавању. Реп са К47 се налазио и на првом прототипу Јункерс Ju 87 Штуке.
Био је наоружан са једним митраљезом 7,92 мм напред и једним позади.

## Наоружање
| Наоружање авиона: Јункерс      |      |
| Ватрено (стрељачко) наоружање  |      |
| Топ                            |      |
| Митраљез                       |      |
| Број и ознака митраљеза        | 2    |
| Калибар                        | 7,92 |
| Бомбардерско наоружање (бомбе) |      |
| Ракетно наоружање (ракете)     |      |